# Marie Pittroff
Marie Pittroff (* 1952 in Straßburg, Frankreich) ist eine deutsch-französische Malerin und eine Vertreterin des Fotorealismus.

## Biographie
Nach dem Studium von Germanistik, Romanistik und vergleichender Literaturwissenschaft sowie mehrjähriger Lehrtätigkeit nahm sie das Studium der freien Malerei bei Klaus Jürgen-Fischer an der Akademie für Bildende Künste der Johannes Gutenberg-Universität in Mainz auf, das sie 1991 mit dem Diplom abschloss. Seither ist sie als freie Künstlerin tätig. Von 1991 bis 2000 war sie Künstlerische Leiterin der Galerie im HinterHaus, Wiesbaden, ab 1981 bis 1995 Vorsitzende des Kulturvereins Thalhaus im Nerotal, Wiesbaden. Sie lebt und arbeitet in Mainz und Straßburg.

## Werk
Das malerische Schaffen Marie Pittroffs lässt sich in zwei Objektbezüge einteilen: Zum einen Porträtmalerei, zum anderen Stadtlandschaften. Beides ist sowohl durch Reisen wie auch durch Vermittlung in den Medien inspiriert. Als städtisches Environment bildet New York City den Focus der Künstlerin, daneben stehen Los Angeles, Miami und Algier (in Cooperation mit der Künstlerin Nicole Guiraud) als Schwerpunkte. Bei den Porträts gilt das besondere Interesse den Künstlerkollegen, so Billie Holiday und dem algerischen Sänger Khaled, hauptsächlich aber dem Musiker Lou Reed und dessen früherer Band Velvet Underground.
Als Technik wendet die Künstlerin die traditionelle Lasurmalerei mit Ölfarbe an.

## Zusammenarbeit mit anderen Künstlern
Im Jahr 2003 arbeitete Marie Pittroff mit dem amerikanischen Künstler und Rockmusiker Lou Reed. Diesem waren in einem Ausstellungskatalog ihre Gemälde aufgefallen, und er wählte sie aus für mehrere seiner Schallplatten/CD-Produktionen wie „Lou Reed NYC Man“, „Greatest Hits“ und die Hitsingle „Satellite of Love“. Eines ihrer großformatigen Lou-Reed-Porträts befindet sich mittlerweile im Besitz des Musikers.
Im Herbst 2011 wurde die Doppel-CD „The Essential Lou Reed“ veröffentlicht, erneut mit dem Bild von Marie Pittroff auf dem Cover; es handelt sich um eine Reedition von Lou Reed NYC Man.

## Ausstellungen

### Einzelausstellungen
- 1996 MARIE PITTROFF. Galerie im Hinterhaus, Wiesbaden
- 1999 ASPHALTBLUMEN. Portraits und Architektur. Galerie Peter Herrmann, Stuttgart
- 2000 ASPHALTBLUMEN. Portraits und Architekturbilder. Galerie im Thalhaus, Wiesbaden
- 2002 THANKS FOR INSPIRATION. Galerie Peter Herrmann, Berlin
- 2002 MARIE PITTROFF. Staatskanzlei Rheinland-Pfalz, Mainz
- 2004 MARIE PITTROFF „NYC MAN LOU REED“. Projekt Stefan Budian / Dr. Hermann Stauffer. Landesmuseum Mainz, Rheinland-Pfalz
- 2012 MARIE PITTROFF „LURID“. Festival „HIP IM EXIL“ Facetten des Judentums. Ventil Verlag, Mainz
- 2013 MARIE PITTROFF „BACK IN TOWN“ Galerie Hamburger Kunstprojekt, Hamburg

### Gruppenausstellungen
- 1994 BLACK CULTURE. Mit Kwesi Owusu-Ankomah. Landtag Rheinland-Pfalz, Mainz
- 1996 DIE VORSTELLUNG EINER VORSTELLUNG. Im Nerotal, Wiesbaden
- 1997 BLICK ZURÜCK NACH VORN. Galerie im Hinterhaus, Wiesbaden
- 1997 ART SANS FRONTIÈRES.Kurator Vollrad Kutscher. Salle de L'Aubette, Strasbourg (France)
- 1998 INTER.ART 98. Kurator Vollrad Kutscher. Am Tiergarten, Frankfurt am Main
- 1998 LE MONDE EN BOCAL. Galerie Peter Herrmann, Stuttgart
- 1999 DIE WELT IM EINMACHGLAS. Mit Nicole Guiraud. Galerie Thalhaus, Wiesbaden
- 1999 INVERS. Projekt Brigitte Kottwitz. Galerie im Ganzerhaus, Wasserburg am Inn
- 1999 INVERS. East Side Gallery, Kassel
- 2000 ALICE IM LANDING. Kurator Vollrad Kutscher. Inter.art im Neuen Kunstverein, Aschaffenburg
- 2001 ÜBER-BLICK. Galerie Peter Herrmann, Berlin
- 2001 INVERS. Raum für Performance, Offenbach
- 2001 BERLINER KONFERENZ. Galerie Peter Herrmann, Berlin
- 2002 ZEITWEISE. art+, Projekt Johannes Rave & Oliver Woye. Stuttgart
- 2002 INVERS. Raum Milenski, Frankfurt am Main
- 2003 KÖPFE IV. Galerie Klinger, Görlitz
- 2004–2005 BADEZUSATZ. Projekt Brigitte Kottwitz & Carolyn Krüger. Fluxus Headquarters, Wiesbaden
- 2005 - WELTKUNSTREIHE IX, „FRANKREICH“. Mit Nicole Guiraud. Galerie Klinger, Görlitz und Ende der Kooperation mit Galerie Peter Herrmann
- 2006 INTERLUDE V. Galerie Suty, Coye-la-Forêt (Paris, France)
- 2006 GOTTFRIED BENN - „URGESICHT“. Galerie Klinger, Görlitz
- 2006 EUROPEAN SONS -„VELVET UNDERGROUND“. Kunstverein Alte Feuerwache Loschwitz, Dresden
- 2006 GOTTFRIED BENN. Galerie Kappler, Darmstadt
- 2007 „VELVET UNDERGROUND“. Galerie Klinger, Görlitz
- 2007 „VELVET UNDERGROUND“. Galerie Hamburger Kunstprojekt, Hamburg
- 2007 THE VELVET ROCK ART SHOW. Galerie Suty, Coye-la-Forêt (Paris, France)
- 2007 KUNSTQUARTIER. Kurator Dr. Hermann Stauffer, Mainz
- 2008 DIALOGE.  ARTCO Galerie, Herzogenrath
- 2008 FROM NEW YORK TO COYE. Galerie Suty, Coye-la-Foret (Paris, France)
- 2008 NEW YORK. Galerie Hamburger Kunstprojekt, Hamburg
- 2009 ARCHITEKTUR DER BILDER - BILDER DER ARCHITEKTUR. ARTCO Galerie, Herzogenrath
- 2009 FINE ART - NICE PRICE. ARTCO Galerie, Herzogenrath
- 2009 KUNSTHÄPPCHEN. Galerie Hamburger Kunstprojekt, Hamburg
- 2010 ARTCO - FINE ART. ARTCO Galerie, Herzogenrath
- 2011 „JUST ONE“. ARTCO Galerie, Herzogenrath
- 2011 „METROPOLIS“. Galerie Hamburger Kunstprojekt, Hamburg
- 2013 „MADE IN GERMANY“ ARTCO Galerie, Aachen